# Tomice II
Tomice II (s předložkou 2. pád do Tomic, 6. pád v Tomicích) jsou vesnice, místní část Olbramovic. V katastrálním území Tomice u Votic leží i část Dvůr Semtín.

## Název
Římská II v názvu odlišuje ves v rámci okresu od Tomic na Vlašimsku.

## Historie
První písemná zmínka o Tomicích pochází z roku 1359. Prvním historicky známým majitelem Tomic byl zeman Tomy, po němž dostala osada jméno. Dá se předpokládat, že v té době stála v obci vladycká tvrz, pravděpodobně na pravém břehu potoka Bystrého, a to v místech mezi silničním mostem a lávkou směrem k Podhrázskému rybníku. Zprávy pocházející z roku 1359 hovoří o Dětonovi z Tomic, po jehož smrti hospodařili na statku jeho synové Petr, Jan a Bohuslav. Ti dosadili spolu se zemany Protivou, Držkrajem a Vilémem ze sousedních Alběnic (dnes Ouběnic) a Hugonem z Jelenče, klerika Oldřicha z Alběnic na místo faráře v Alběnickém farním kostele svaté Markéty. Po jeho smrti ho vystřídal v úřadě Bohuněk, čtvrtý syn Dětona z Tomic. Dochované zápisy zmiňují ještě další zemany z Tomic (Huk, Jan, Zdislav, Zdeněk) a vztahují se vesměs k patronaci farního chrámu svaté Markéty.
Během staletí patřily tomické statky k různým panstvím, jako například k Šelmberku u Vožice, Líšnu, nebo Tloskovu. Roku 1645 byla nedaleko Tomic svedena bitva u Jankova a vesnice se patrně nevyhnula osudu ostatních okolních obcí, které byly po této nejkrvavější bitvě třicetileté války vylidněny a zpustošeny.
Územněsprávně byly Tomice v letech 1869–1910 vedeny pod názvem Tomice jako osada Ouběnic v okrese Sedlčany, v letech 1921–1930 jako obec v tomtéž okrese, od roku 1950 pod názvem Tomice obec v okrese Votice, v letech 1961–1979 jako obec v okrese Benešov; jako součást Olbramovic pak od 1. ledna 1980. Samostatná obec Tomice vznikla teprve 1. července 1919, do té doby byly Tomice součástí Ouběnic. Dnem 1. května 1976 došlo ke sloučení Tomic a Olbramovic.
Vzhledem k založení obce na břehu potoka Bystrého došlo v minulosti k několika ničivým záplavám. V roce 1764 postihla Tomice „hrozná průtrž mračen“. Potok Bystrý se rozvodnil a strhl hráz Podhrázského rybníka. Celá ves byla zaplavena. Na stavbu nové hráze byl kromě jiného použit i kámen z bývalé ouběnické tvrze. Další ničivé povodně postihly obec v letech 1803, 1906 a 1925. Naopak v roce 1947 postihlo Tomice, jako ostatně celou republiku, katastrofální sucho, takže vyschnul i potok a poté i studny na obou jeho březích.
| Rok            | 1869 | 1880 | 1890 | 1900 | 1910 | 1921 | 1930 | 1950 | 1961 | 1970 | 1980 | 1991 | 2001 |
| -------------- | ---- | ---- | ---- | ---- | ---- | ---- | ---- | ---- | ---- | ---- | ---- | ---- | ---- |
| Počet obyvatel | 398  | 364  | 271  | 274  | 274  | 286  | 306  | 229  | 235  | 202  | 159  | 112  | 126  |

## Přírodní poměry
Tomice se rozkládají ve střední části Votické vrchoviny po obou březích Konopišťského potoka. Potok napájí Podhrázský rybník, který patří do katastru obce a je přírodní rezervací.

## Doprava
V blízkosti Tomic vedla od pradávna stará obchodní stezka z Prahy na jih, směrem na České Budějovice a dále pak k rakouským hranicím, později nazývaná císařskou silnicí, ještě později státní silnicí. V současné době je tato komunikace známa pod označením I/3 nebo E 55.
Severozápadní částí katastrálního území prochází od roku 1871 železniční trať Praha – Veselí nad Lužnicí – Vídeň. V roce 1904 zde byla zřízena železniční zastávka a později byla kvůli zvýšení propustnosti této jednokolejné trati vybudována výhybna. Při modernizaci trati a jejím zdvoukolejnění okolo roku 2011 výhybna zanikla a je zde znovu jen zastávka.

## Pamětihodnosti
V bezprostřední blízkosti Tomic se nachází přírodní park Žebrák-Džbány a již zmíněná přírodní rezervace Podhrázský rybník. V okolí Tomic je mnoho tras pro pěší turistiku a cykloturistiku a nachází se zde zámek Konopiště a sídla Vrchotovy Janovice a Jemniště.

## Osobnosti
V Podhrázském mlýně se roku 1788 narodil spisovatel, knihovník a cenzor Jan Václav Zimmermann, kněz řádu křížovnického a roku 1804 spisovatel Josef Václav Zimmermann, který byl též známým překladatelem (např. první překlad románu Kormidelník Vlnovský).

## Galerie

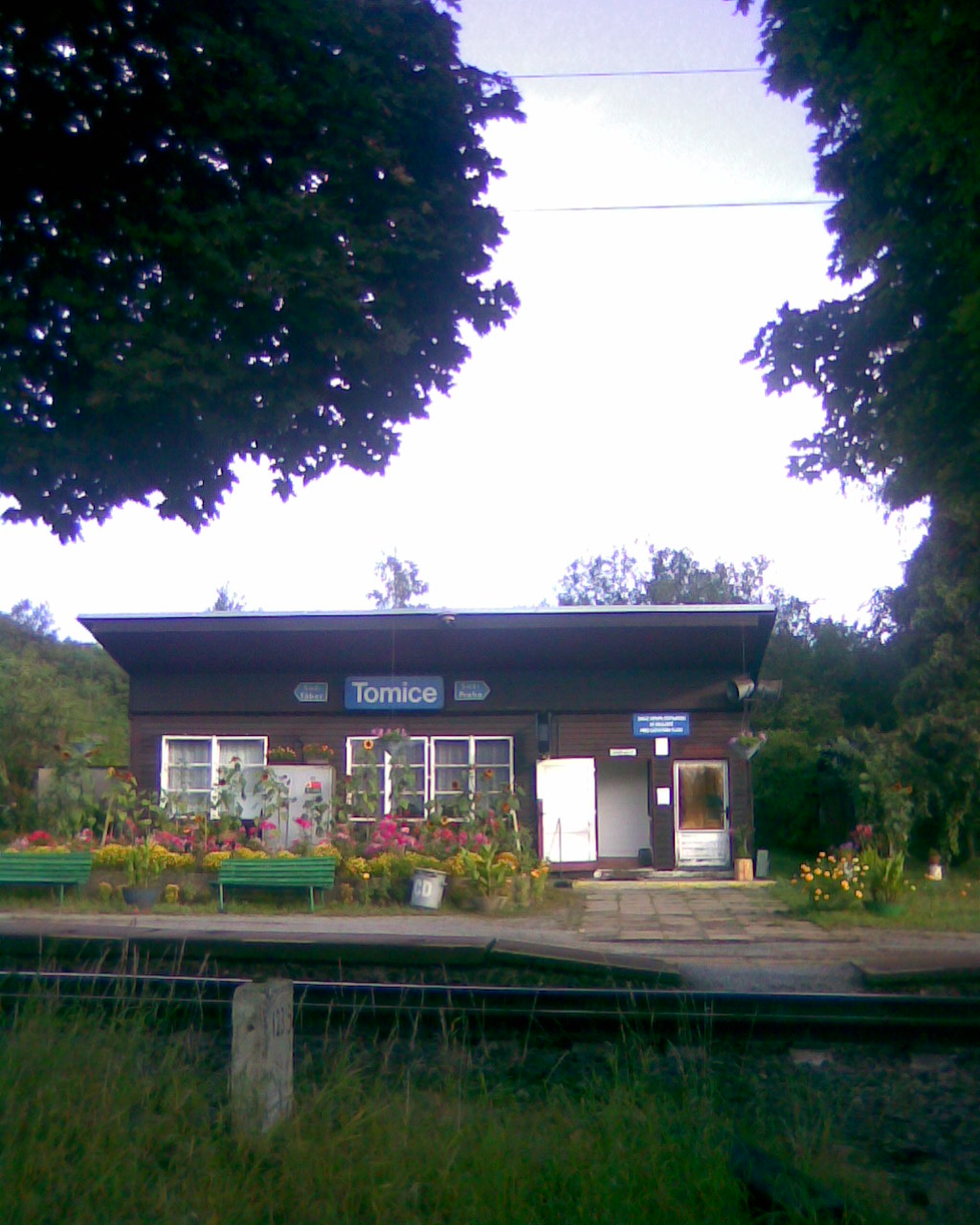
vlaková zastávka, stav v roce 2008 před zdvoukolejněním trati
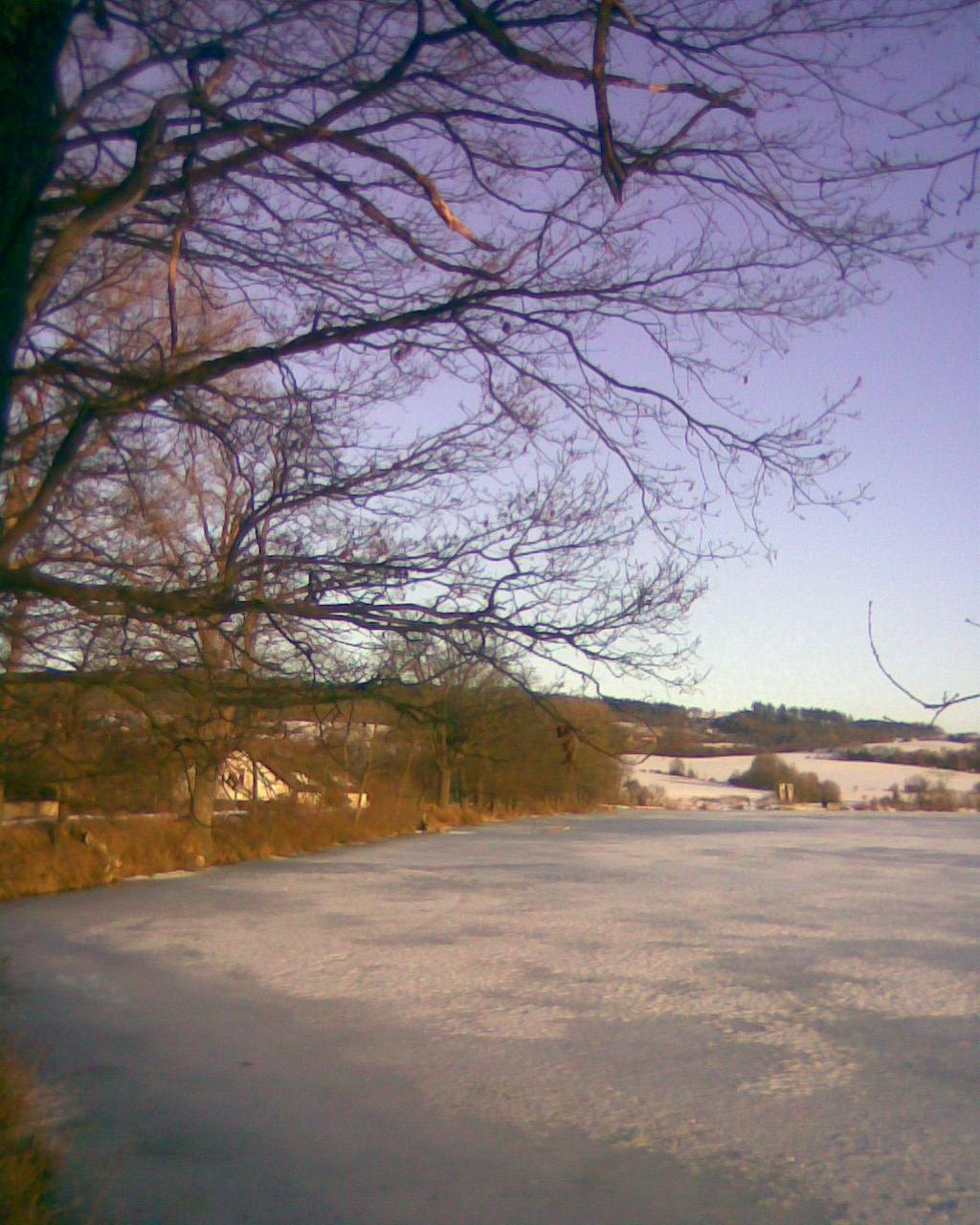
Podhrázský rybník s mlýnem v zimě
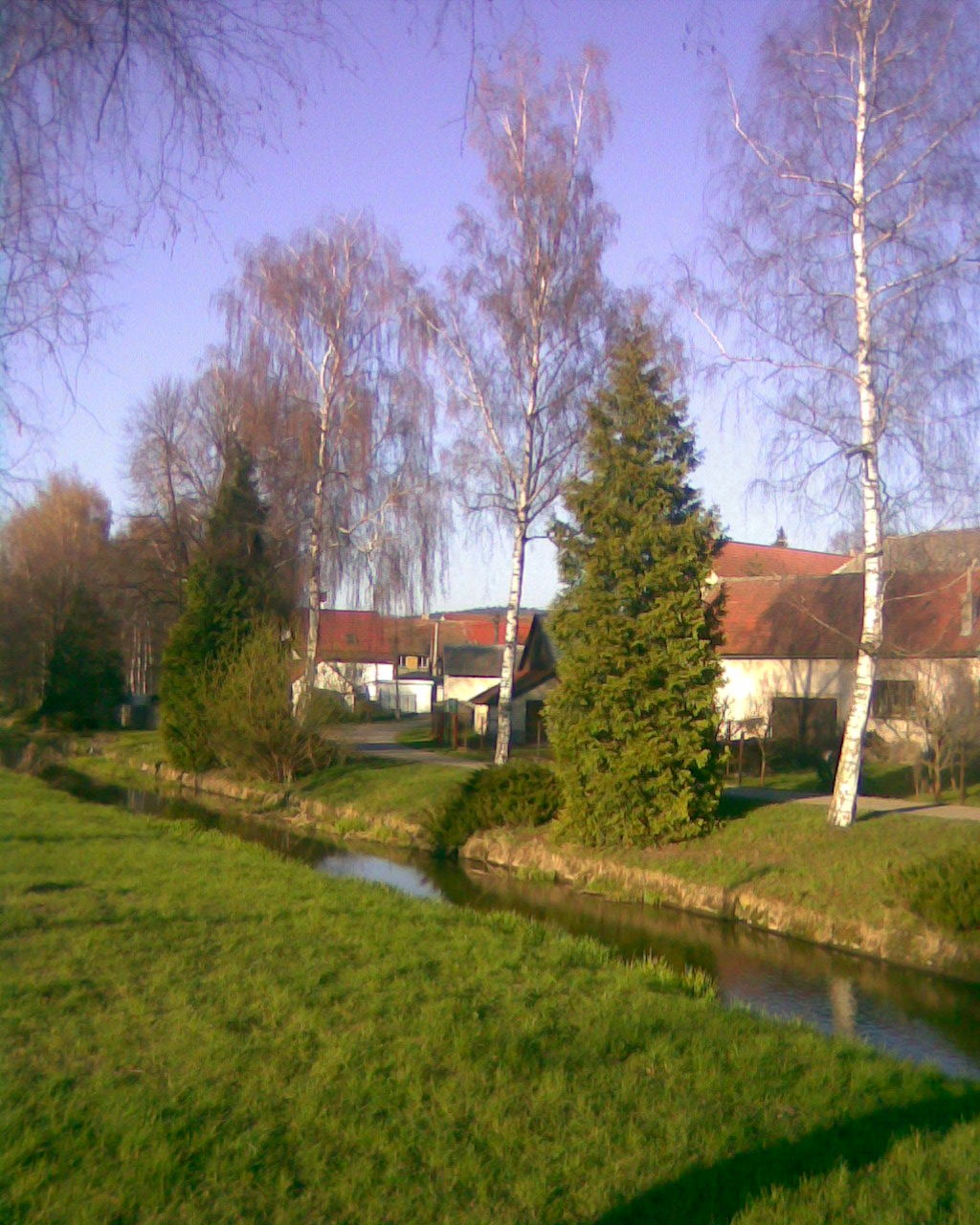
cesta podle potoka
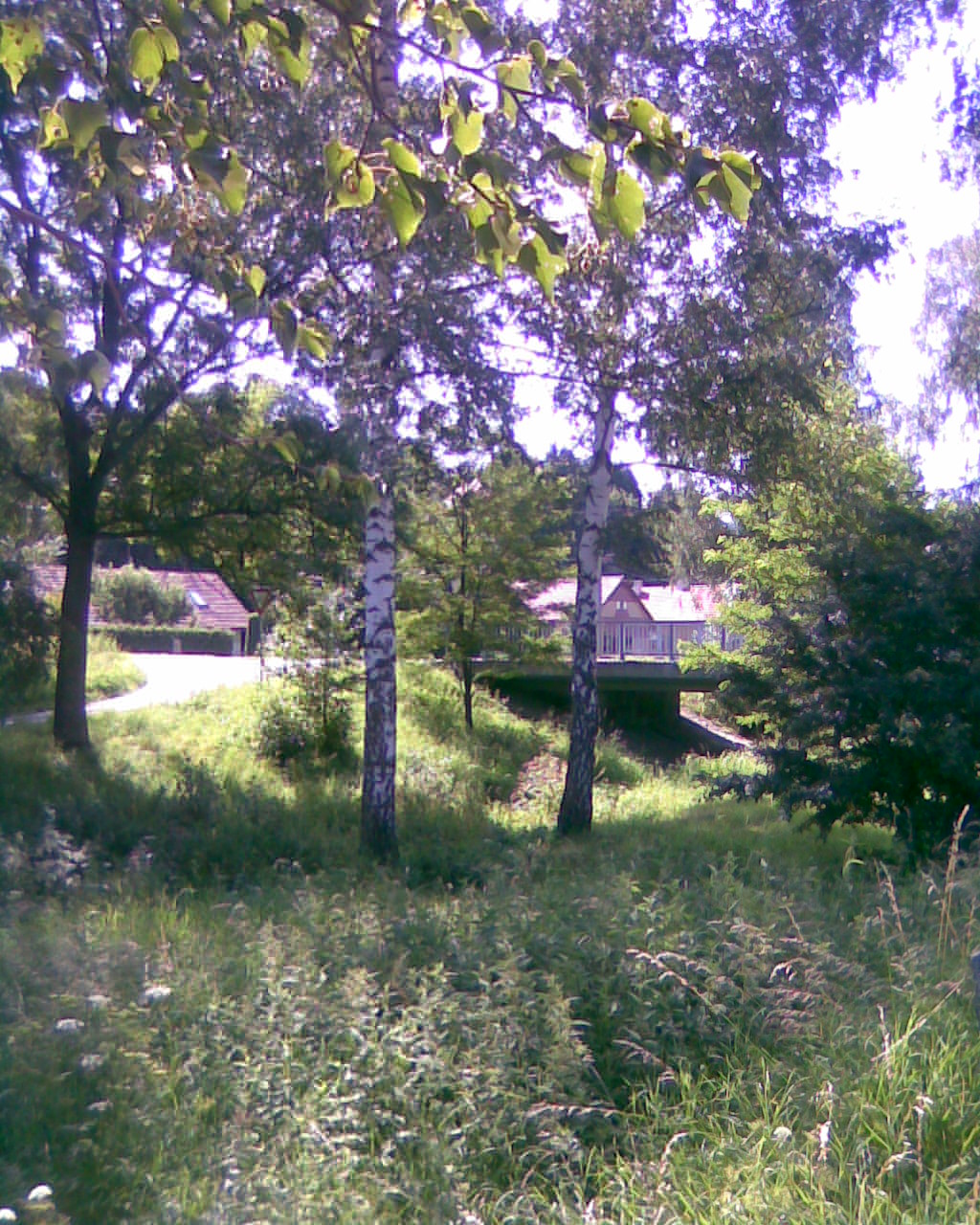
silniční most
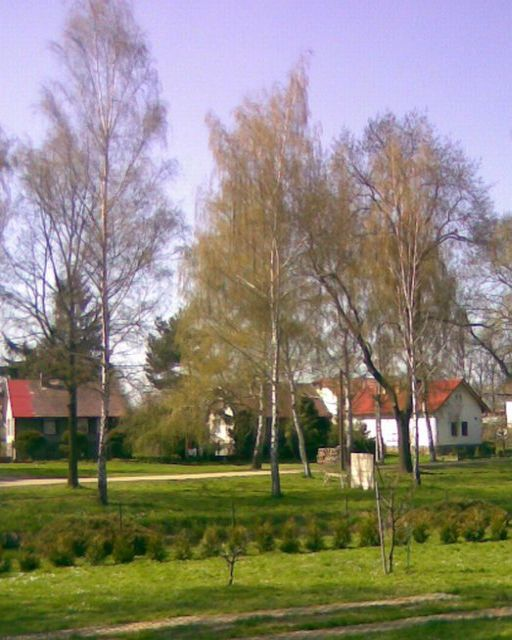
cvičiště místních hasičů